# Daniel Bichsel
Daniel Bichsel (* 31. März 1969) ist ein Schweizer Politiker der SVP.

## Leben
Bichsel ist seit Juni 2014 Mitglied des Grossen Rats des Kantons Bern, wo er seit Februar 2017 die Finanzkommission präsidiert. Seit Januar 2013 ist er ausserdem Gemeindepräsident von Zollikofen. Im Februar 2025 hat er angekündigt, 2026 um die Nachfolge des zurücktretenden Regierungsrats Christoph Neuhaus zu kandidieren.
Bichsel ist verheiratet und Vater von zwei Töchtern.